# Sirop de glucose

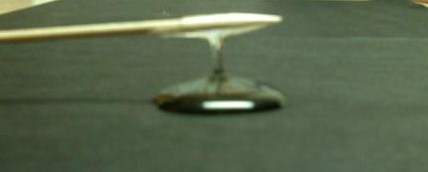
Le sirop de glucose sur un cure-dent.

Les sirops de glucose sont des sirops très utilisés par l'industrie agroalimentaire. Ils peuvent être obtenus par une hydrolyse enzymatique de l'amidon, à un degré DE (dextrose équivalent) supérieur à 20 (voir maltodextrine).

## En cuisine
Les sirops de glucose sont utilisés en cuisine, notamment pour la confection de glaces, caramels, fruits confits et le travail du sucre. Sous la forme d'une pâte collante et translucide, ils sont vendus par des magasins spécialisés pour la pâtisserie.
Ce sont des ingrédients pratiques pour la confection de décors en sucre ou de pâtes de fruits, par exemple car ils permettent d'assouplir le sucre pour le travailler.
Le D-glucose présent dans ces sirops prévient la cristallisation du sucre : on peut incorporer un peu de sirop de glucose lorsqu'on cuit du sirop de sucre (pour faire du caramel, de la nougatine, etc.), cela évite que le saccharose ne cristallise.
Ce sont des glucides ; leur apport calorique est d’environ 4 kcal/g. Le D-glucose a un pouvoir sucrant inférieur au saccharose (0,7 contre 1).